# Storia dell'eternità
Storia dell'eternità è una raccolta di saggi scritta da Jorge Luis Borges nel 1936. Gli scritti presenti comprendono: "Storia dell'eternità", "Le Kenningar", "La metafora", "La dottrina dei cicli", "Il tempo circolare", "I traduttori delle Mille e una notte". Chiudono il libro due note: "L'accostamento ad Almotasim" e "Arte dell'insulto". 
I temi trattati spaziano dalla concezione filosofica, scientifica, teologica e metafisica del tempo, all'uso delle metafore nelle diverse letterature, dalle prime traduzioni occidentali delle Mille e una notte, che Borges analizza con scrupolosa attenzione, all'"arte" dell'insulto.
Parlando di quest'opera, nel 1979 Borges dichiarò: "È un libro interessante per gli argomenti trattati più che per quanto io dico a proposito di essi".

## Edizioni italiane
- trad. di Livio Bacchi Wilcock, Milano: Il saggiatore, 1962; poi in Opere, vol. 1, a cura di Domenico Porzio, Milano: Mondadori, 1985, pp. 517-615.
- trad. di Gianni Guadalupi, Milano: Adelphi, 1997